# Holophaea lugens
Holophaea lugens là một loài bướm đêm thuộc phân họ Arctiinae, họ Erebidae.